# نورث مک‌لین، کوئینزلند
نورث مک‌لین (به انگلیسی: North Maclean) یک منطقهٔ مسکونی در استرالیا است که در کوئینزلند واقع شده‌است.